# Reijo Ståhlberg
Reijo Einar Ståhlberg (Ekenäs, 21 settembre 1952) è un ex pesista finlandese.
Ha vinto tre titoli europei indoor (1978, 1979, 1981) e ha un primato personale di 21,69 m.

## Palmarès
| Anno | Manifestazione | Sede              | Evento         | Risultato | Misura  | Note |
| ---- | -------------- | ----------------- | -------------- | --------- | ------- | ---- |
| 1974 | Europei        | Roma              | Getto del peso | 11º       | 19,25 m |      |
| 1976 | Olimpiadi      | Montréal          | Getto del peso | 12º       | 18,99 m |      |
| 1977 | Europei indoor | San Sebastián     | Getto del peso | 4º        | 19,83 m |      |
| 1978 | Europei indoor | Milano            | Getto del peso | Oro       | 20,48 m |      |
| 1978 | Europei        | Praga             | Getto del peso | 4º        | 20,17 m |      |
| 1979 | Europei indoor | Vienna            | Getto del peso | Oro       | 20,47 m |      |
| 1979 | Universiadi    | Città del Messico | Getto del peso | Argento   | 19,96 m |      |
| 1980 | Olimpiadi      | Mosca             | Getto del peso | 4º        | 20,82 m |      |
| 1981 | Europei indoor | Grenoble          | Getto del peso | Oro       | 19,81 m |      |
| 1982 | Europei        | Atene             | Getto del peso | 9º        | 19,49 m |      |

## Campionati nazionali
- 9 volte campione nazionale nel getto del peso (1973/1974, 1976/1982)
- 6 volta nel getto del peso indoor (1974, 1976/1977, 1979, 1981/1982)

1972
- Argento ai campionati nazionali finlandesi indoor, getto del peso - 18,76 m

1973
- Bronzo ai campionati nazionali finlandesi indoor, getto del peso - 18,23 m
- Oro ai campionati nazionali finlandesi, getto del peso - 19,75 m

1974
- Oro ai campionati nazionali finlandesi indoor, getto del peso - 19,64 m
- Oro ai campionati nazionali finlandesi, getto del peso - 20,21 m

1976
- Oro ai campionati nazionali finlandesi indoor, getto del peso - 18,77 m
- Oro ai campionati nazionali finlandesi, getto del peso - 20,04 m

1977
- Oro ai campionati nazionali finlandesi indoor, getto del peso - 20,27 m
- Oro ai campionati nazionali finlandesi, getto del peso - 20,77 m

1978
- Oro ai campionati nazionali finlandesi, getto del peso - 19,98 m

1979
- Oro ai campionati nazionali finlandesi indoor, getto del peso - 20,54 m
- Oro ai campionati nazionali finlandesi, getto del peso - 19,98 m

1980
- Oro ai campionati nazionali finlandesi, getto del peso - 20,09 m

1981
- Oro ai campionati nazionali finlandesi indoor, getto del peso - 19,67 m
- Oro ai campionati nazionali finlandesi, getto del peso - 19,31 m

1982
- Oro ai campionati nazionali finlandesi indoor, getto del peso - 19,06 m
- Oro ai campionati nazionali finlandesi, getto del peso - 20,30 m

1983
- 4º ai campionati nazionali finlandesi, getto del peso - 18,41 m